# Chorizanthe breweri
Chorizanthe breweri S.Watson – gatunek rośliny z rodziny rdestowatych (Polygonaceae Juss.). Występuje naturalnie w południowo-zachodnich Stanach Zjednoczonych – w Kalifornii. 

## Morfologia
PokrójRoślina jednoroczna dorastająca do 5–150 cm wysokości. Pędy są owłosione.
LiścieBlaszka liściowa liści odziomkowych ma kształt od owalnego do łyżeczkowatego. Mierzy 5–20 mm długości oraz 3–12 mm szerokości. Ogonek liściowy jest owłosiony i osiąga 10–30 mm długości.
KwiatyZebrane w wierzchotki jednoramienne, rozwijają się na szczytach pędów. Okwiat ma obły kształt i białej do różowej lub czerwonej, mierzy do 3–4 mm długości.
OwoceNiełupki o kulistym kształcie, osiągają 2–3 mm długości.

## Biologia i ekologia
Rośnie w lasach sosnowych, zaroślach oraz na łąkach. Występuje na wysokości do 800 m n.p.m. Kwitnie od marca do maja. 

## Ochrona
Chorizanthe breweri posiada status gatunku zagrożonego.